# Hohe Schrott
Die Hohe Schrott  ist mit 1839 m ü. A. die höchste Erhebung im Verlauf des Schrottkamms im Westen des Toten Gebirges. Der markante Kamm erstreckt sich zwischen Bad Ischl und Ebensee am Traunsee und wird im Norden von den Tälern des Frauenweißenbachs und des Gimbachs, im Westen vom Trauntal, im Süden vom Rettenbachtal begrenzt. Im Osten trennt die Linie Kargraben – Nestlergruben den Schrottkamm vom Schönbergkamm. Die Hohe Schrott ist ein beliebtes Wanderziel und bietet eine schöne Aussicht auf drei Seen. Im Winter ist der Gipfel ein beliebtes Skitourenziel.

## Aufstieg
Markierte Anstiege:
- Weg 210 von Bad Ischl über die Kotalm
- Weg 220 von Bad Ischl über die Mitteralm